# دربندسر
محله دربندسر یکی از محلات شهر بزرگ "شمشک
" در بخش رودبار قصران شهرستان شمیرانات استان تهران است.
این منطقه شمالی ترین نقطه استان تهران از لحاظ مختصات جغرافیایی و مسکونی بودن است.
وزیران عضو کمیسیون سیاسی و دفاعی دولت بنا به پیشنهاد وزارت کشور و به استناد ماده (۱۳) قانون تعاریف و ضوابط تقسیمات کشوری -مصوب ۱۳۶۲ - در آبان ماه سال ۱۳۹۱ تصویب کردند: روستاها، مزارع و مکان‌های سفیدستان، شمشک بالا، شمشک پایین، دربندسر، درود و جیرود از توابع دهستان رودبار قصران بخش رودبار قصران شهرستان شمیرانات با یکدیگر ادغام و از این پس به عنوان شهر شمشک
شناخته می‌شود.

## زبان

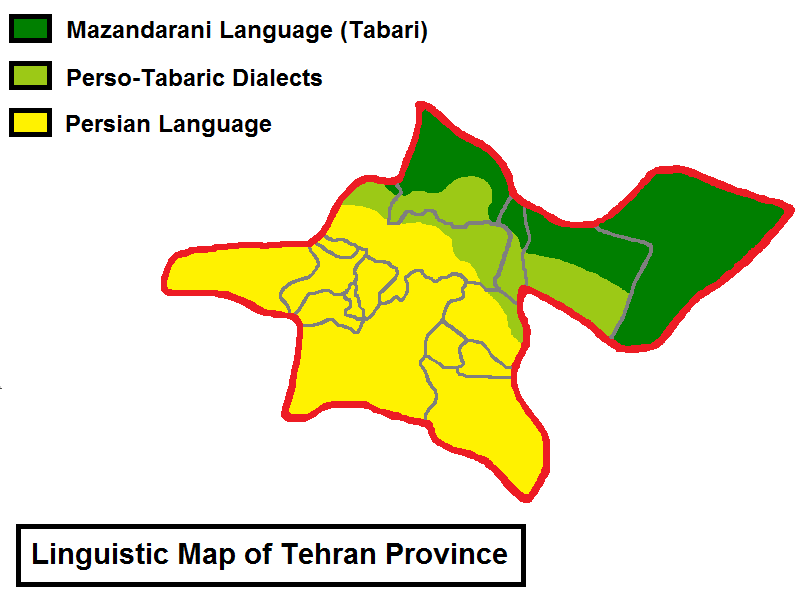
نقشهٔ زبانی استان تهران ،رنگ سبز تیره زبان مازندرانی ، رنگ سبز روشن گویش های فارسی-مازندرانی(تجریشی، لواسانی و دماوندی) ، رنگ زرد زبان فارسی

مردم دربندسر به گویش شمیرانی زبان مازندرانی صحبت می کنند.حسین کریمان در جلد دوم کتاب قصران کوهسران آورده است :منطقه قصران باستانی شامل مناطق اوشان، فشم، شمشک، گاجره و روستاهای کوهپایه‌ای توچال تا مناطق غربی رودخانه جاجرود. زبان عمومی مردم قصران لهجه‌ای از زبان باستانی پهلوی است که زبان طبری یا مازندرانی، که از ریشه‌ی زبانهای دیرین ایرانی است، و عربی و اندکی ترکی، بدان درآمیخته و از زبان دری نیز در قرون اسلامی تاثیر یافته است، و هر چه از ری به مازندران نزدیک تر شوند بر میزان لهجه‌ی مازندرانی به همان نسبت افزوده می‌شود، چنانکه در لهجه‌ی میگون و شهرستانک و لالان و زایگان و روته و گرمابدر و شمشک و دربندسر ، لهجه مازندرانی غلبه دارد .

## جاذبه‌های گردشگری
- آستان مقدس امامزاده محمود
- پیست اسکی بین‌المللی دربندسر
- کوه سنگی و آبشار تل تنگه
- قلقل چشمه
- قله کلون بستک
- دریاچه دریوک
- کوه محمودچال (مندچال)